# Japansk klätterros
Japansk klätterros (Rosa multiflora), är en art i familjen rosväxter som förekommer i Kina, Korea och Japan. Numera finns arten förvildad på många andra platser, bland annat i Sverige.
Arten är en storvuxen buske med bågböjda grenar, ofta klättrande. Grenarna är gröna till brunröda, ofta utan taggar eller med ett par taggar vid bladfästena. Bladen blir 5–10 cm långa och är parbladiga med 3–9 småblad som är smalt elliptiska. Stiplerna är stora och ihopvuxna med bladskaftet, kanten är fransig och har långa körtelhår. Blommorna sitter få till många i greniga kvastar och har en fruktlik doft. De blir 1,5 till 4 cm i diameter. Foderbladen är korta och blir senare böjda mot nyponet. Kronbladen är rundade, vita till rosa. Nyponen är 6–8 mm i diameter, rödbruna till purpurbruna, nästan runda, glänsande och kala.
- var. multiflora - blommorna blir 1,5–2 cm vida och har vanligen vita kronblad (Korea, Taiwan och Japan).
- var. adenochaeta - har glandelhåriga grenar och skaft, blommorna är rosa, 1,5–2 cm vida (Japan).
- var. cathayensis - blommorna blir till 4 cm i diameter och är vanligen blekt rosa (Kina).
- var. quelpaertensis - beskrivning saknas (Korea).

Artepitetet multiflora (lat.) betyder mångblommig.

## Sorter
Dessa selektioner av japansk klätterros förs numera oftast till multiflorarosor (Rosa Multiflora-gruppen).
- 'Alboplena' - blommorna är fylldblommiga och vita (Rosa multiflora var. alboplena T. T. Yü & T. C. Ku, 1981).
- 'Carnea' - fylldblommig med rosa blommor (Rosa multiflora var. carnea Thory, Rosa blinii H.Lév., 1915, Rosa lebrunei H.Lév., 1915)
- 'Grevillei' - delbladen är stora och rynkiga. Blommorna sitter i samlingar på 25-30 (-50) blommor som vanligen är fylldblommiga, djupt purpurrosa som bleknar till vitt (Rosa multiflora var. platyphylla Thory)
- 'Nana' - dvärgväxande med enkla, gräddvita till blekt rosa blommor.
- 'Watsoniana' - har deformerade, mycket smala delblad. Blommar vanligen sparsamt.
- 'Wilsonii' - har enkla, vita blommor som blir upp till 5 cm i diameter.

## Synonymer
var. multiflora		
- Rosa calva (Franch. & Sav.) Boulenger, 1933
- Rosa centifolia Focke, 1911 nom. illeg.
- Rosa dawsoniana Ellw. & Barry ex Rehder, 1940
- Rosa florida Poir., 1816
- Rosa franchetii var. paniculigera (Makino) Koidz.
- Rosa intermedia Carr., 1868
- Rosa multiflora var. adenophora Franchet & Savatier, 1873
- Rosa multiflora var. calva Franch. & Sav.
- Rosa multiflora var. formosana Cardot, 1916
- Rosa paniculigera Makino ex Momiyama
- Rosa paniculigera f. rosiflora S.Horino
- Rosa polyantha Siebold & Zucc., 1846 nom. illeg.
- Rosa polyantha var. genuina Nakai
- Rosa rubeoides Andrews, 1828
- Rosa thunbii Tratt., 1823
- Rosa thyrsiflora Leroy ex Déségl., 1876
- Rosa tunquinensis Crép., 1886
- Rosa wichurae K.Koch, 1869

var. adenochaeta (Koidz.) Ohwi ex H.Ohba, 1953
- Rosa adenochaeta Koidzumi
- Rosa polyantha var. adenochaeta (Koidz.) Nakai

var. cathayensis Rehder & Wilson
- Rosa adenoclada H.Léveillé nom. illeg.
- Rosa calva var. cathayensis (Rehder & Wilson) Boulanger
- Rosa cathayensis (Rehder & Wilson) L.H.Bailey, 1920
- Rosa damascena f. brachyacantha Focke
- Rosa kwangsiensis H.L.Li
- Rosa macrophylla var. hypoleuca H.Léveillé
- Rosa multiflora var. brachyacantha (Focke) Rehder & Wilson
- Rosa multiflora f. cathayensis (Rehder & Wilson) Kitamura
- Rosa multiflora var. cathayensis Rehder & Wilson

var. quelpaertensis (H.Léveillé) Nakai, 1914
- Rosa polyantha var quelpaertensis (H.Léveillé) Nakai
- Rosa quelpaertensis H.Léveillé, 1912